# ديفيد جايلز (ربان)
ديفيد جايلز (بالإنجليزية: David Giles)‏ هو ربان ‏ أسترالي، ولد في 27 سبتمبر 1964 في سيدني في أستراليا.

## وصلات خارجية
- ديفيد جايلز على موقع أوليمبيديا (الإنجليزية)
- ديفيد جايلز على موقع اللجنة الأولمبية الأسترالية (الإنجليزية)